# Aname phillipae
Aname phillipae is een spinnensoort uit de familie Anamidae. De wetenschappelijke naam van de soort werd voor het eerst geldig gepubliceerd in 2020 door Harvey en Huey.
De soort komt voor in West-Australië.